# جان پسکوئن
جان پسکوئن (متولد ۳۰ نوامبر، ۱۹۴۴) کارگردان آمریکایی فیلم، تلویزیون و تئاتر است.

## زندگی حرفه‌ای
او در کالج بلویت و دانشگاه کارنگی ملون مشغول بوده و سپس در اوایل ۱۹۸۰ در تئاتر برادوی به کارگردانی تئاتر روی می‌آورد. او به تلویزیون مهاجرت می‌کند، و کارگردانی سریال‌های ارتباط خانوادگی، درد در حال رشد، آلیس، نیوهارت و روسئان را بر عهده می‌گیرد. او اولین تولید خود را با کمدی موقعیت سریال بهبود منزل با تیم آلن شروع می‌کند، او همچنین کارگردانی بخشی از قسمت‌های سریال را بر عهده گرفته و او همچنین کارگردانی فیل، بند سانتا (۱۹۹۴)، را به عنوان اولین فیلم سینمایی خود ثبت کرد، جنگل ۲ جنگل (۱۹۹۷) و جو یک نفر (۲۰۰۱) از کارهای این کارگردان است. او فیلم خانم دختر شایسته اخلاق ۲: مسلح و افسانه را کارگرانی کرده است، همچنین در سال ۲۰۰۰ قست اول آن یعنی دختر شایسته اخلاق را کارگردانی کرده بود.
از دیگر کاری‌های او می‌توان سریال George Lopez، L.A. Law، Freddie، Accidentally on Purpose، Thirtysomething،Rules of Engagement و Better with You را نام برد. او در سال ۲۰۱۱ با همکاری دوباره تیم آلن سریال Last Man Standing را ساخت.

## زندگی سخصی
او با جوبت ویلیامز بازیگر ازدواج کرده است؛ حاصل این ازدواج دو بچه به نام‌های، ویل و نیک است. او همچنین دختری به نام سارا از ازدواج قبلی خود دارد.